# Leichtathletik-Europameisterschaften 1971/800 m der Männer

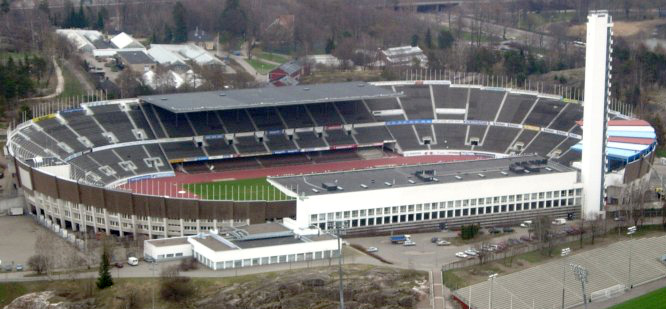
Das Olympiastadion von Helsinki im Jahr 2005

Der 800-Meter-Lauf der Männer bei den Leichtathletik-Europameisterschaften 1971 wurde am 10. bis 12. August 1971 im Olympiastadion von Helsinki ausgetragen.
Europameister wurde der sowjetische Läufer Jewgeni Arschanow. Er gewann vor dem Titelverteidiger Dieter Fromm aus der DDR. Bronze ging an den Briten Andy Carter.

## Anmerkung zu den Zeitangaben
Die Zeitangaben erfolgten bei diesen Europameisterschaften offiziell wie früher üblich in auf Zehntelsekunden gerundeten Werten. Zugrunde liegen allerdings die elektronischen Messungen, deren exakte Hundertstelwerte bekannt und in den Ergebnislisten der Quellen aufgeführt sind. In den Jahren nach diesen Europameisterschaften wurde es üblich, die Resultate der Bahnwettbewerbe aufgeschlüsselt nach Hundertstelsekunden anzugeben. Dies ist auch hier in den nachfolgenden Ergebnisübersichten so realisiert.

## Rekorde

### Bestehende Rekorde
| Weltrekord   | 1:44,3 min | Peter Snell          | Christchurch, Neuseeland                      | 3. Februar 1962    |
| Weltrekord   | 1:44,3 min | Ralph Doubell        | OS Mexiko-Stadt, Mexiko                       | 15. Oktober 1968   |
| Europarekord | 1:44,9 min | Franz-Josef Kemper   | Hannover, BR Deutschland (heute Deutschland)  | 7. August 1966     |
| Europarekord | 1:44,9 min | Walter Adams         | Stuttgart, BR Deutschland (heute Deutschland) | 16. Juli 1970      |
| EM-Rekord    | 1:45,9 min | Manfred Matuschewski | EM Budapest, Ungarn                           | 4. September 1966  |
| EM-Rekord    | 1:45,9 min | Dieter Fromm         | EM Athen, Griechenland                        | 19. September 1969 |

### Rekordverbesserungen
Der bestehende Meisterschaftsrekord wurde verbessert und darüber hinaus gab es drei neue Landesrekorde.
- Meisterschaftsrekord:
  - 1:45,61 min – Jewgeni Arschanow (Sowjetunion), Finale am 12. August
- Landesrekorde:
  - 1:48,44 min – Fernando Mamede (Portugal), zweiter Vorlauf am 10. August
  - 1:45,61 min – Jewgeni Arschanow (Sowjetunion), Finale am 12. August
  - 1:46,21 min – Andy Carter (Großbritannien), Finale am 12. August

## Vorrunde
10. August 1971
Die Vorrunde wurde in vier Läufen durchgeführt. Die ersten vier Athleten pro Lauf – hellblau unterlegt – qualifizierten sich für das Halbfinale.
Wieso die Verteilung der Teilnehmer auf die Vorläufe in der hier praktizierten Form vorgenommen wurde, ist kaum nachvollziehbar. Zwei der Rennen waren mit sieben, ein Rennen war mit sechs und das vierte mit nur vier Läufern besetzt. Die Athleten des letzten Rennens mussten lediglich das Ziel erreichen, um im Halbfinale dabei zu sein. Diesen Vorlauf absolvierten die Sportler im Schongang, das Rennen war entsprechend um mehr als zehn Sekunden langsamer als die anderen Rennen.

### Vorlauf 1
| Platz | Name                | Nation         | Zeit (min) |
| ----- | ------------------- | -------------- | ---------- |
| 1     | Dieter Fromm        | DDR            | 1:48,81    |
| 2     | Jože Međimurec      | Jugoslawien    | 1:49,15    |
| 3     | Antonio Fernández   | Spanien        | 1:49,29    |
| 4     | Markku Aalto        | Finnland       | 1:49,33    |
| 5     | Hans Bertram        | BR Deutschland | 1:49,57    |
| 6     | Krzysztof Linkowski | Polen          | 1;51,67    |
| 7     | Ragnar Schie        | Norwegen       | 1:54,61    |

### Vorlauf 2
| Platz | Name                       | Nation         | Zeit (min) |
| ----- | -------------------------- | -------------- | ---------- |
| 1     | Andy Carter                | Großbritannien | 1:46,82    |
| 2     | Jens-Bodo Fried            | BR Deutschland | 1:47,43    |
| 3     | Stanislaw Meschtscherskich | Sowjetunion    | 1:47,49    |
| 4     | Sjef Hensgens              | Niederlande    | 1:47,90    |
| 5     | Fernando Mamede            | Portugal       | 1:48,44 NR |
| 6     | André Boonen               | Belgien        | 1:49,61    |
| 7     | Aurelio Falero             | Gibraltar      | 1:59,75    |

### Vorlauf 3
| Platz | Name                 | Nation         | Zeit (min) |
| ----- | -------------------- | -------------- | ---------- |
| 1     | Jewgeni Arschanow    | Sowjetunion    | 1:49,27    |
| 2     | Gerd Larsen          | Dänemark       | 1:49,31    |
| 3     | Stanisław Waśkiewicz | Polen          | 1:49,35    |
| 4     | Peter Browne         | Großbritannien | 1:49,41    |
| 5     | Reiner Föhrenbach    | BR Deutschland | 1:49,57    |
| 6     | Mehmet Tümkan        | Türkei         | 1:49,80    |

### Vorlauf 4
| Platz | Name                | Nation           | Zeit (min) |
| ----- | ------------------- | ---------------- | ---------- |
| 1     | Hans-Henning Ohlert | DDR              | 1:59,23    |
| 2     | Jozef Plachý        | Tschechoslowakei | 2:00,09    |
| 3     | Andrzej Kupczyk     | Polen            | 2:00,13    |
| 4     | Philippe Meyer      | Frankreich       | 2:00,60    |

## Halbfinale
11. August 1971, 18:00 Uhr
In den beiden Halbfinalläufen qualifizierten sich die jeweils ersten drei Athleten – hellblau unterlegt – für das Finale.

### Lauf 1
| Platz | Name                       | Nation         | Zeit (min) |
| ----- | -------------------------- | -------------- | ---------- |
| 1     | Andy Carter                | Großbritannien | 1:48,46    |
| 2     | Hans-Henning Ohlert        | DDR            | 1:48,66    |
| 3     | Jože Međimurec             | Jugoslawien    | 1:48,92    |
| 4     | Philippe Meyer             | Frankreich     | 1:48,94    |
| 5     | Stanisław Waśkiewicz       | Polen          | 1:49,10    |
| 6     | Stanislaw Meschtscherskich | Sowjetunion    | 1:49,10    |
| 7     | Gerd Larsen                | Dänemark       | 1:49,33    |
| 8     | Markku Aalto               | Finnland       | 1:50,61    |

### Lauf 2

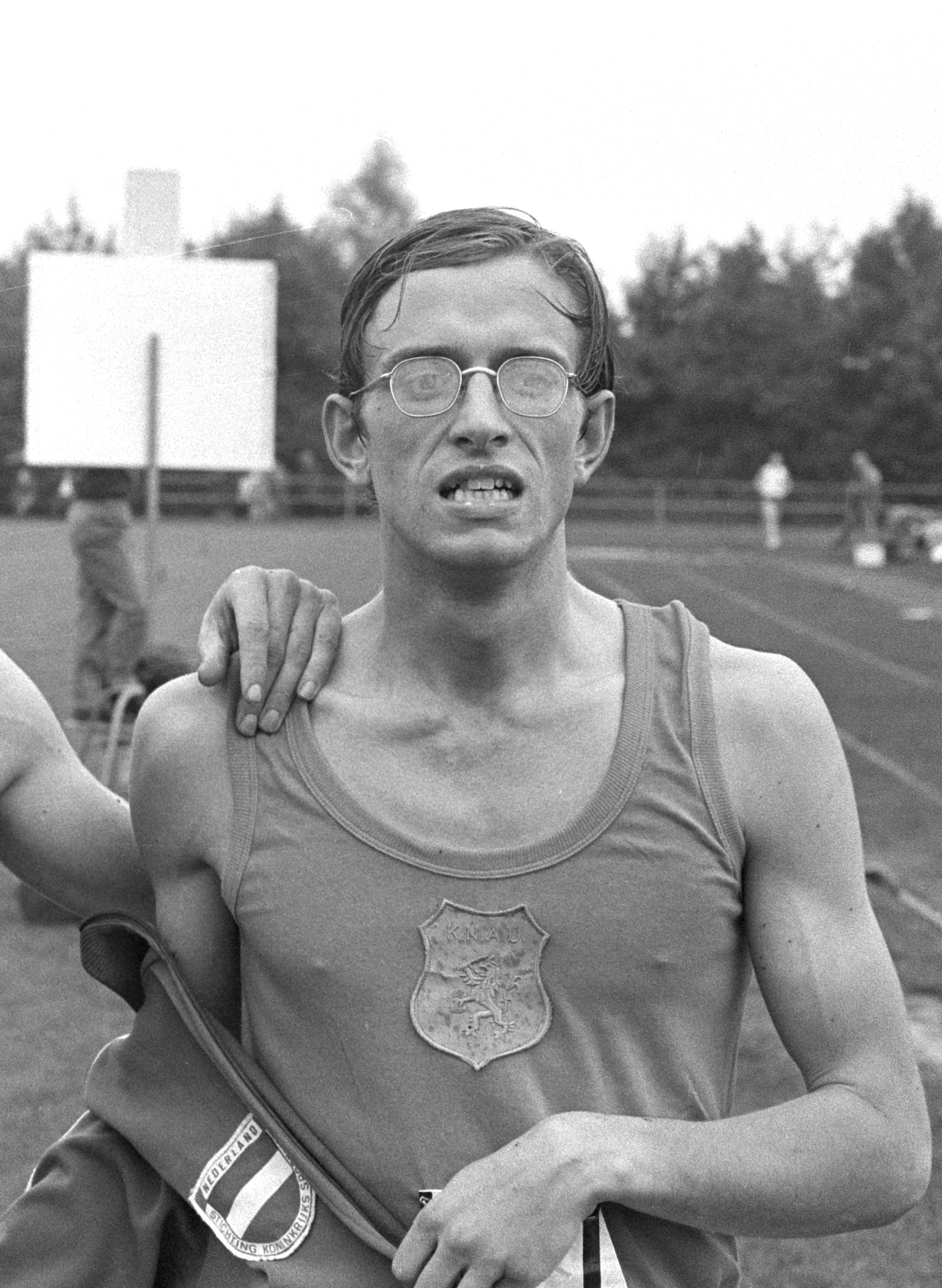
Sjef Hensgens – ausgeschieden als Siebter des zweiten Halbfinals

| Platz | Name              | Nation           | Zeit (min) |
| ----- | ----------------- | ---------------- | ---------- |
| 1     | Dieter Fromm      | DDR              | 1:48,06    |
| 2     | Jewgeni Arschanow | Sowjetunion      | 1:48,96    |
| 3     | Peter Browne      | Großbritannien   | 1:49,03    |
| 4     | Jozef Plachý      | Tschechoslowakei | 1:49,07    |
| 5     | Andrzej Kupczyk   | Polen            | 1:49,28    |
| 6     | Antonio Fernández | Spanien          | 1:49,92    |
| 7     | Sjef Hensgens     | Niederlande      | 1:50,20    |
| 8     | Jens-Bodo Fried   | BR Deutschland   | 1:50,54    |

## Finale
12. August 1971, 18:10 Uhr
| Platz | Name                | Nation           | Zeit (min)    |
| ----- | ------------------- | ---------------- | ------------- |
| 1     | Jewgeni Arschanow   | Sowjetunion      | 1:45,61 CR/NR |
| 2     | Dieter Fromm        | DDR              | 1:46,01       |
| 3     | Andy Carter         | Großbritannien   | 1:46,21 NR    |
| 4     | Hans-Henning Ohlert | DDR              | 1:46,87       |
| 5     | Peter Browne        | Großbritannien   | 1:47,00       |
| 6     | Jozef Plachý        | Tschechoslowakei | 1:47,33       |
| 7     | Jože Međimurec      | Jugoslawien      | 1:48,44       |
| 8     | Philippe Meyer      | Frankreich       | 1:50,91       |

## Video
- EUROPEI DI HELSINKI 1971 800 ARZHANOV, youtube.com, abgerufen am 26. Juli 2022